# Giandonato La Salandra
Giandonato La Salandra (Foggia, 29 settembre 1978) è un politico italiano.

## Biografia
Laureato in giurisprudenza all'Università degli Studi di Foggia nel 2004, con una tesi di laurea in diritto commerciale su La crisi d'impresa e le tecniche di tutela del credito. Nell'anno 2002 è eletto quale senatore accademico dell'Università dopo essere stato eletto consigliere di facoltà di giurisprudenza nelle liste della destra studentesca. Nel 2007 si abilita alla professione di avvocato.
Nel 2010 si abilita alla conciliazione civile e societaria ex DM 28/2010.
Dal 2006 al 2008 è partner dello Studio Legale Avvocati Sannoner, Franchini & Associati.
Dal 2009 è partner dello Studio Legale Silvana Sinigaglia.
Militante del Fronte della Gioventù dal 1994, è stato presidente provinciale della Giovane Italia per la provincia di Foggia dal 2010 al 2012. Nel 2013 è fondatore a Foggia della sezione provinciale di Fratelli d'Italia e nel 2017 ne diviene segretario.
Presidente del Consiglio di Amministrazione della Società di trasporto pubblico per la città di Foggia dal 2019 al 2021.
Alle elezioni politiche del 2022 è eletto deputato per Fratelli d'Italia nel collegio plurinominale 01 della Puglia.